# Manchester Open 1992
Il Manchester Open Open 1992 è stato un torneo di tennis giocato sull'erba.
È stata la 3ª edizione del Manchester Open, che fa parte della categoria ATP World Series nell'ambito dell'ATP Tour 1992. Si è giocato a Manchester in Gran Bretagna, dal 15 al 22 giugno 1992.

## Campioni

### Singolare
Jacco Eltingh ha battuto in finale  MaliVai Washington con il punteggio di 6–3, 6–4

### Doppio
Patrick Galbraith /  David Macpherson hanno battuto in finale  Jeremy Bates /  Laurie Warder con il punteggio di 4–6, 6–3, 6–2